# Assemblée des notables
L'Assemblée des notables era un'assemblea consultata dal re per il soggetto concernente il reame e i cui membri erano designati dal re stesso.
Ebbe varie denominazioni; l'espressione notables apparve con l'assemblea riunita a Rouen nel 1596.

## Descrizione
Essa differiva dagli Stati generali per la modalità di convocazione dei deputati: i personaggi eminenti che la componevano, membri del clero, della nobiltà, dei corps de ville, non venivano eletti ma erano designati dal re. In più essi erano invitati a emettere un avviso e non a redigere dei quaderni di lamentanze (salvo quelle del 1596 che ne ebbero il diritto).
Se le Assemblées des notables rilevavano, come gli Stati generali, dei metodi di governo per "Gran consiglio", esse rappresentavano una forma consultiva parziale, più fedele al sovrano poiché nominata da lui. Egli la consultava per legittimare ed approvare le riforme di nuove imposte.
Tra il 1627 e il 1787 non ne venne convocata nessuna, per un periodo di 160 anni.
Le due ultime assemblee convocate sono le più conosciute. Esse ebbero luogo, la prima dal 22 febbraio al 25 maggio 1787; l'altra, dal 6 novembre al 12 dicembre 1788:
- Luigi XVI convocò la prima per coprire il deficit ottenendo dei sussidi da quella parte della Nazione che era fino ad allora stata esentata da tutte le imposte: i notables consentiranno l'imposta territoriale, l'imposta del timbro di soppressione del servizio agricolo, ma il parlamento rifiutò di registrare queste misure, protestando che solamente agli stati generali apparteneva il diritto di stabilirli. La Corte, dopo aver tentato qualche atto di violenza contro il parlamento, ed avendone riconosciuto l'inefficacia, si risolse a convocare gli Stati generali.
- Per trattare qualche questione preliminare sull'organizzazione di questi stati il re convocò la seconda Assemblée des notables. Si trattò di sapere quello che sarebbe stato il ruolo del terzo stato, se ottenesse una rappresentazione uguale in numero a quella dei due primi ordini, la nobiltà ed il clero, se si deliberava per testa e non per ordine, e se il terzo Stato non avesse che una sola voce contro le due voci della nobiltà e del clero. L'Assemblée des notables si dichiarò contro il raddoppio del terzo, ma la Corte, cedendo all'opinione pubblica, decise il contrario.

## Cronologia delle Assemblées des notables
- Giugno 1470, Tours (annulla il trattato di Péronne)
- Maggio 1506, Tours
- Dicembre 1527, Parigi
- Gennaio 1558, Parigi
- Agosto 1560, Fontainebleau
- Luglio-agosto 1575, Parigi
- Novembre 1583 - febbraio 1584, Saint-Germain-en-Laye
- Novembre 1596 - gennaio 1597, Rouen (autorizza a redigere le lamentele)
- Dicembre 1617 - gennaio 1618, Parigi
- Settembre 1625, Fontainebleau
- Dicembre 1626-febbraio 1627, Paris
- 22 febbraio-maggio 1787, Versailles
- Novembre-dicembre 1788, Versailles